# Temporada 2008 del Campeonato de España de Rally
La temporada 2008 fue la edición 52.ª del Campeonato de España de Rally, comenzó el 28 de marzo en el Rally La Vila Joiosa y finalizó en el Rally Villa de Llanes el 27 de septiembre de 2008. El vencedor fue Ojeda a bordo de un Peugeot 207 S2000 que ganó 3 pruebas (Canarias, Rias Baixas y Príncipe), y empató en puntos con Sergio Vallejo, en una apretada final de temporada.

## Calendario

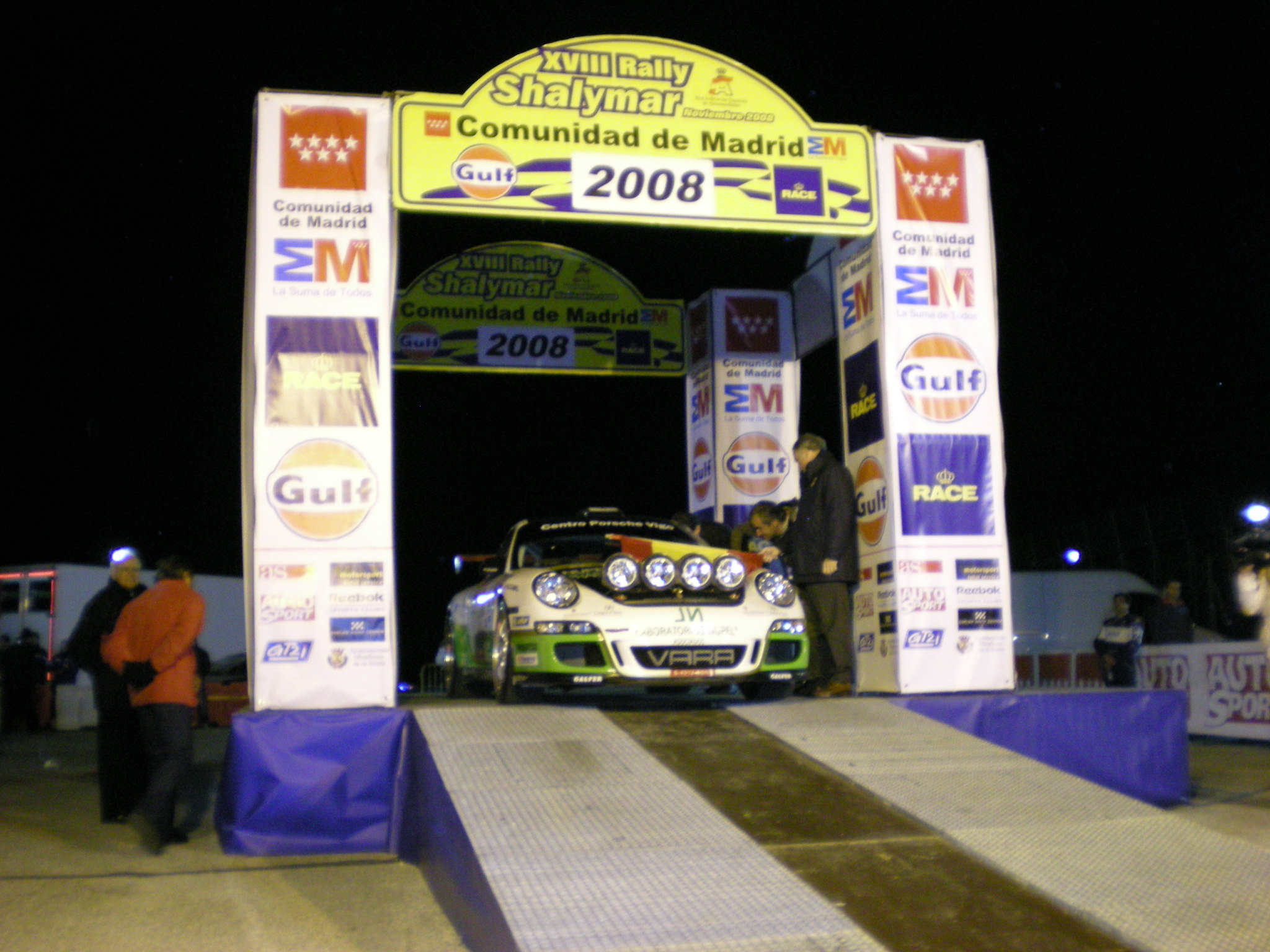
Sergio Vallejo fue subcampeón de la temporada 2008 con cuatro victorias, una de ellas en el Rally Shalymar prueba que regresaba al campeonato nacional y cerraba el calendario.

El Rally Príncipe de Asturias era puntuable para el IRC.
| N.º | Fecha               | Rally                                    | Series | Resultados |
| --- | ------------------- | ---------------------------------------- | ------ | ---------- |
| 1   | 28-29 de marzo      | 18.º Rallye la Vila Joiosa               |        | Resultados |
| 2   | 18-19 de abril      | 32.º Rally de Canarias - El Corte Inglés |        | Resultados |
| 3   | 16-17 de mayo       | 30.º Rallye Cantabria Infinita           |        | Resultados |
| 4   | 30-31 de mayo       | 44.º Rallye Rías Baixas Redcom           |        | Resultados |
| 5   | 21-22 de junio      | 41.er Rally de Ourense                   |        | Resultados |
| 6   | 8-9 de agosto       | 39.º Rallye de Ferrol                    |        | Resultados |
| 7   | 12-13 de septiembre | 45.º Rally Príncipe de Asturias          | IRC    | Resultados |
| 8   | 26-27 de septiembre | 32.º Rallye Villa de Llanes              |        | Resultados |
| 9   | 10-12 de octubre    | 26.º Rallye Sierra Morena                |        | Resultados |
| 10  | 7-8 de noviembre    | 56.º Rally Costa Brava                   |        | Resultados |
| 11  | 21-22 de noviembre  | 18.º Rally Race Shalymar - Madrid        |        | Resultados |

## Equipos
| Equipo                   | Vehículo                       | Piloto               | Copiloto             | Rondas            |
| Equipos oficiales        | Equipos oficiales              | Equipos oficiales    | Equipos oficiales    | Equipos oficiales |
| ------------------------ | ------------------------------ | -------------------- | -------------------- | ----------------- |
| Peugeot Sport España     | Peugeot 207 S2000              | Enrique García Ojeda | Jordi Barrabés       | 1-11              |
| Peugeot Sport España     | Peugeot 207 S2000              | Luis Monzón          | José Carlos Déniz    | 1-9               |
| Peugeot Sport España     | Peugeot 207 S2000              | Óscar Garre          | Cándido Carrera      | 1-3               |
| Peugeot Sport España     | Peugeot 207 S2000              | Óscar Garre          | Alejandro Noriega    | 6                 |
| Peugeot Sport España     | Peugeot 207 S2000              | Óscar Garre          | Pablo Marcos         | 7                 |
| Fiat Auto España         | Fiat Abarth Grande Punto S2000 | Miguel Ángel Fuster  | José Vicente Medina  | 1-8               |
| Equipos privados         |                                |                      |                      |                   |
| Escudería Ourense        | Porsche 997 GT3 RS 3.6         | Xavier Pons          | Álex Haro            | 10-11             |
| Escudería Ourense        | Porsche 997 GT3 RS 3.6         | Sergio Vallejo       | Ramón López          | 9                 |
| Escudería Ourense        | Porsche 997 GT3 RS 3.6         | Sergio Vallejo       | Diego Vallejo        | 1-6, 8, 10-11     |
| BF Goodrich Drivers Team | Peugeot 207 S2000              | Sergio Vallejo       | Diego Vallejo        | 7                 |
| B9 Racing                | Mitsubishi Lancer Evo IX       | Alberto Hevia        | Alberto Iglesias Pin | 3-8               |
| Escudería A. Ferrol      | Mitsubishi Lancer Evo IX       | Pedro Burgo          | Marcos Burgo         | 1, 3-8            |
| Escudería Costa Brava    | Renault Clio R3                | Joan Vinyes          | Jordi Mercader       | 1-8, 10           |
| IMEX Laca Competición    | Ferrari 360 Rally              | Armide Martín        | Carlos del Barrio    | 1-5, 11           |

## Resultados

### Campeonato de pilotos
| Pos. | Piloto               | VLJ | CNR | CAN | RBX | ORN | FRR | PRA | VLL | SRM | CBR | SHA | Puntos |
| ---- | -------------------- | --- | --- | --- | --- | --- | --- | --- | --- | --- | --- | --- | ------ |
| 1.   | Enrique García Ojeda | Ret | 3   | 1   | 1   | Ret | Ret | 1   | 2   | 1   | 2   | 2   | 106.5  |
| 2.   | Sergio Vallejo       | 3   | 1   | 3   | 2   | 3   | Ret | 3   | 1   | 2   | 1   | 1   | 106.5  |
| 3.   | Luis Monzón          | 2   | 2   | 6   | 3   | 1   | 1   | Ret | 3   | 3   |     |     | 90     |
| 4.   | Miguel Ángel Fuster  | 1   | Ret | 2   | 4   | 2   | Ret | 2   | Ret |     |     |     | 65     |
| 5.   | Alberto Hevia        |     |     | 4   | 7   | 6   | 3   | 4   | 4   |     |     |     | 47     |
| 6.   | Pedro Burgo          | 7   |     | 5   | 9   | 5   | 2   | 5   | 5   |     |     |     | 45     |
| 7.   | Joan Vinyes          | 9   | 6   | Ret | 8   | 7   | 4   | 6   | 6   |     | 7   |     | 41     |
| 8.   | Armide Martín        | 6   | Ret | 7   | 6   | 4   |     |     |     |     |     | 3   | 22     |
| 9.   | Óscar Garre          | 4   | 4   | Ret |     |     | Ret | Ret |     |     |     |     | 20     |
| 10.  | Xavier Pons          |     |     |     |     |     |     |     |     |     | 3   | 4   | 18     |

### Campeonato de marcas

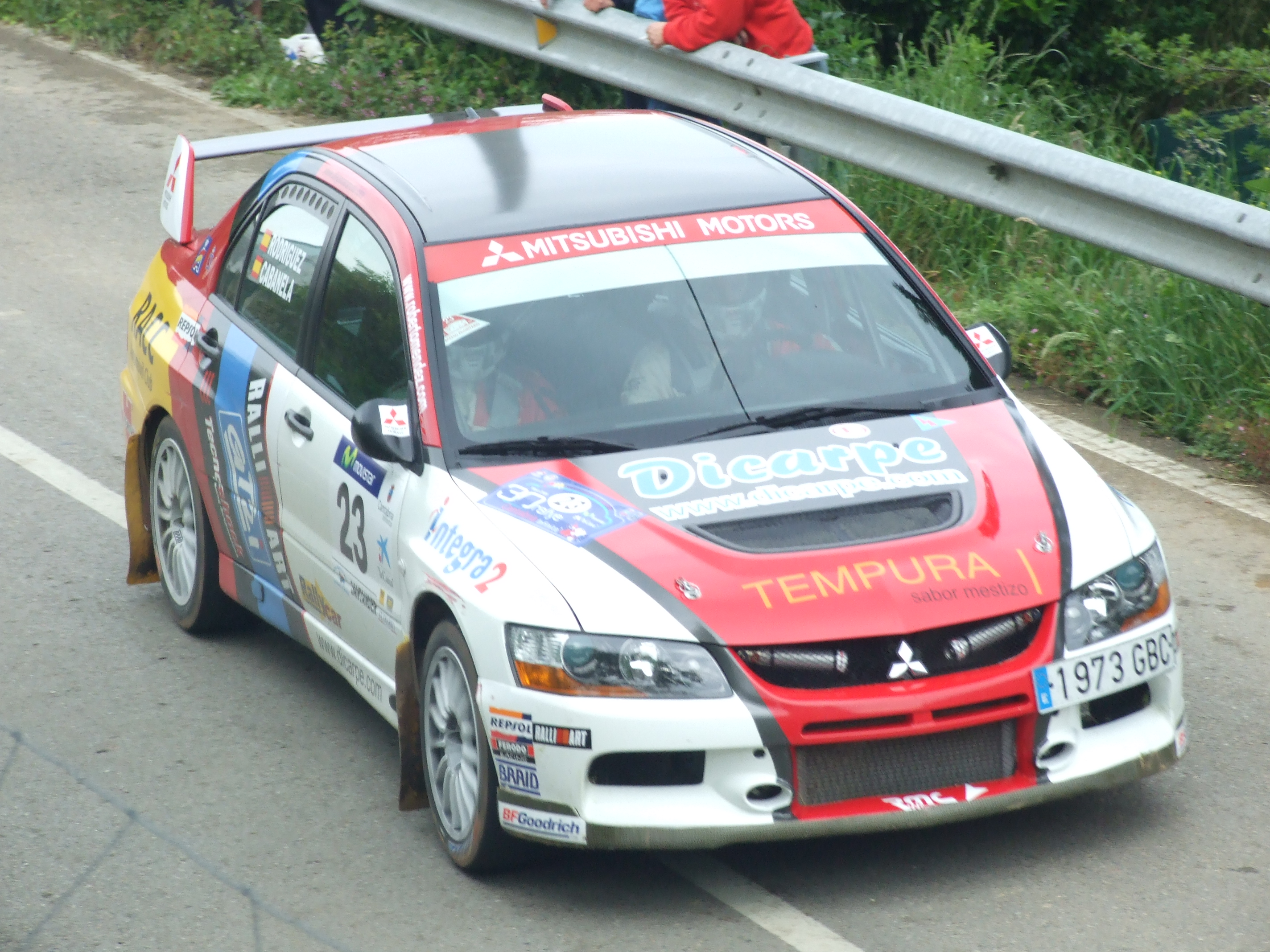
Diego Cabanela y Alberto Rodríguez González con su Mitsubishi Lancer Evo IX.

| Pos. | Marca      | Puntos |
| ---- | ---------- | ------ |
| 1.   | Peugeot    | 609,5  |
| 2.   | Mitsubishi | 435    |
| 3.   | Renault    | 394,5  |
| 4.   | Nissan     | 284    |
| 5.   | Fiat       | 247    |
| 6.   | Suzuki     | 146,5  |
| 7.   | Subaru     | 119    |
| 8.   | Seat       | 48     |

### Copa de copilotos
| Pos. | Copiloto             | Puntos |
| ---- | -------------------- | ------ |
| 1.   | Jordi Barrabés       | 106,5  |
| 2.   | Diego Vallejo        | 104,5  |
| 3.   | José Carlos Déniz    | 90     |
| 4.   | José Vicente Medina  | 65     |
| 5.   | Alberto Iglesias Pin | 47     |
| 6.   | Marcos Burgo         | 45     |
| 7.   | Jordi Mercader       | 41     |
| 8.   | Carlos del Barrio    | 32     |
| 9.   | Cándido Carrera      | 24     |
| 10.  | Álex Haro            | 19     |

### Copa Grupo N
| Pos. | Nombre                | Puntos |
| ---- | --------------------- | ------ |
| 1.   | Pedro Burgo           | 99     |
| 2.   | Alberto Hevia         | 91.5   |
| 3.   | Carlos A. Márquez     | 56     |
| 4.   | Jordi Martí           | 51     |
| 5.   | Álvaro Muñiz          | 48     |
| 6.   | Jonathan Pérez Suárez | 25     |
| 7.   | Oscar Ramírez         | 22,5   |
| 8.   | Alberto Meira         | 20     |
| 9.   | Juan C. Robledano     | 18     |
| 10.  | Dani Solá             | 15     |

### Copa de clubes/escuderías
| Pos. | Nombre                   | Puntos |
| ---- | ------------------------ | ------ |
| 1.   | Escudería Ourense        | 170,5  |
| 2.   | Escudería Ferrol         | 87     |
| 3.   | Escudería Costa Brava    | 84     |
| 4.   | B9 Racing                | 80,5   |
| 5.   | A.C.P. Asturias          | 71,5   |
| 6.   | RACC Motorsport          | 67,5   |
| 7.   | R.M.C. Motorsport        | 52,5   |
| 8.   | Imex-Laca Competición    | 22     |
| 9.   | Escudería Zapatera Sport | 18     |
| 10.  | G.P.R Mayoragua Sport    | 17     |

### Trofeo júnior
| Pos. | Nombre                | Puntos |
| ---- | --------------------- | ------ |
| 1.   | Francisco Cima        | 108    |
| 2.   | Jonathan Pérez Suárez | 76.5   |
| 3.   | Gorka Antxustegui     | 24     |
| 4.   | Alejandro Pernía      | 22     |
| 5.   | Yeray Lemes           | 15     |

### Trofeo vehículos GT

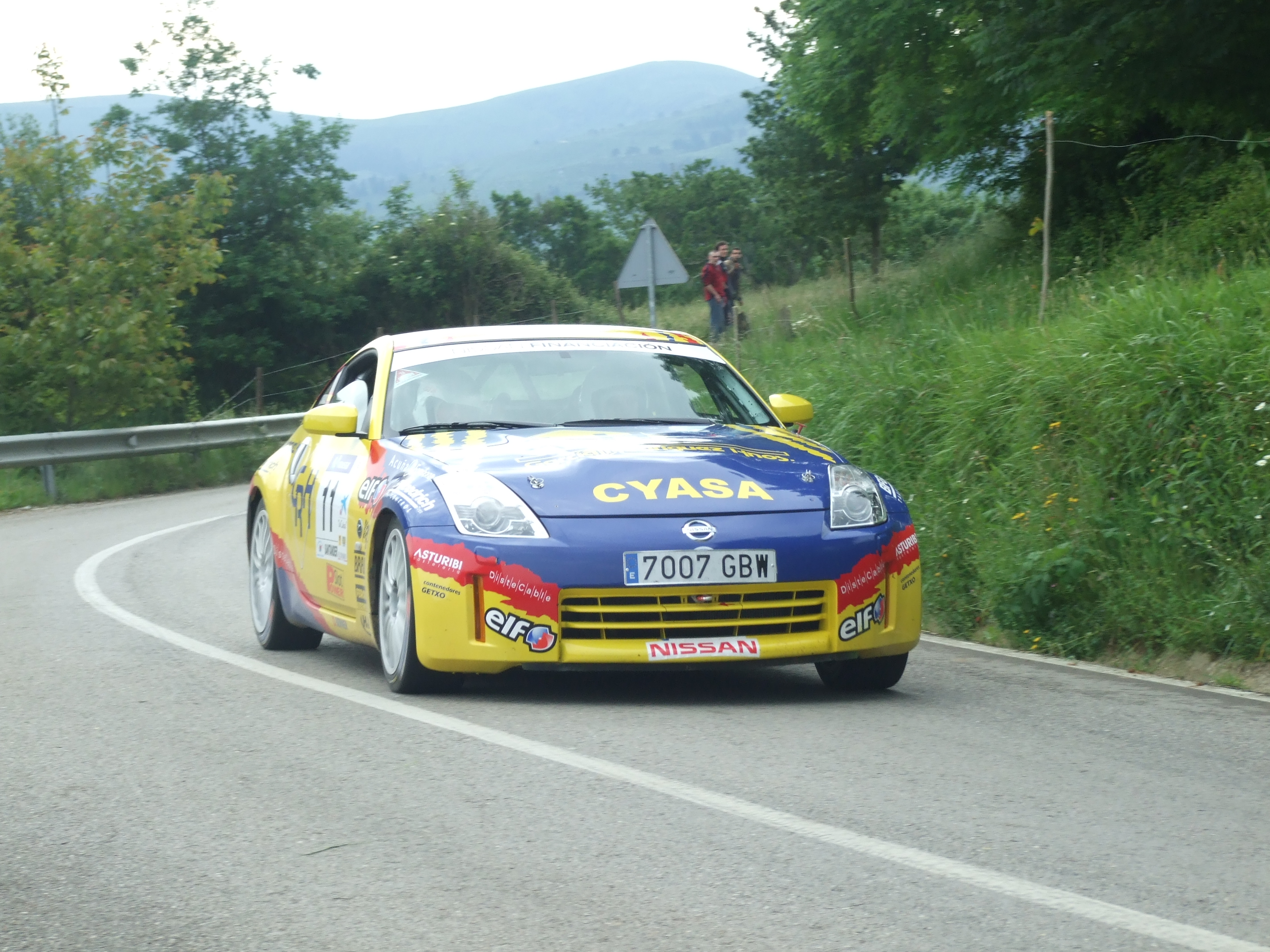
Sergio López-Fombona y Juan Carlos Dorado fueron segundos en la categoría GT.

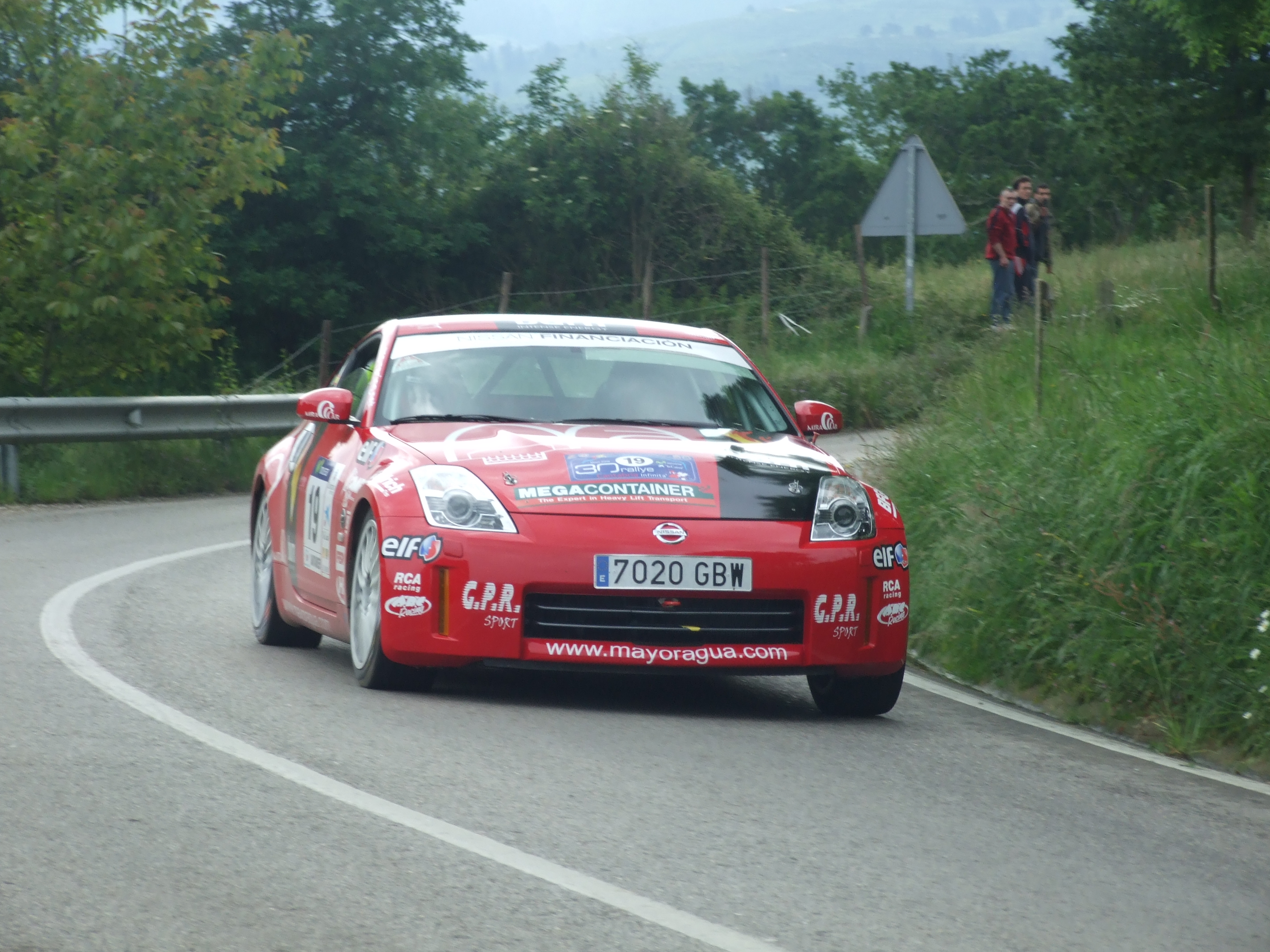
Rubén Gracia y Diego Sanjuan fueron terceros en la categoría GT.

| Pos. | Nombre               | Puntos |
| ---- | -------------------- | ------ |
| 1.   | Sergio Vallejo       | 112.5  |
| 2.   | Sergio López Fombona | 78.5   |
| 3    | Rubén Gracia         | 66     |
| 4    | Armide Martín        | 60     |
| 5    | Alberto Hernan       | 47     |

### Trofeo de vehículos de Producción
| Pos. | Nombre             | Puntos |
| ---- | ------------------ | ------ |
| 1.   | Carlos A. Márquez  | 95.5   |
| 2.   | Jordi Martí        | 84     |
| 3.   | Álvaro Muñiz       | 80     |
| 4.   | Marcos Jiménez     | 40     |
| 5.   | Juan Carlos Aguado | 35     |

### Trofeo vehículos históricos
| Pos. | Nombre          | Puntos |
| ---- | --------------- | ------ |
| 1.   | Fernando Dameto | 67     |
| 2.   | Jesús Ferreiro  | 60     |
| 3.   | Antonio Sainz   | 34     |
| 4.   | Germán Gómez    | 22     |
| 5.   | Josep Esteve    | 12     |

### Trofeo vehículos diésel
| Pos. | Nombre   | Puntos   |
| ---- | -------- | -------- |
| .    | Desierto | Desierto |

### Trofeo copilotos femeninos
| Pos. | Nombre         | Puntos |
| ---- | -------------- | ------ |
| 1.   | Aintzane Goñi  | 112,5  |
| 2.   | Antonio Ibarra | 94     |
| 3.   | Eva Lago       | 50     |
| 4.   | Vanessa Valle  | 35     |
| 5.   | Ángela Dameto  | 26     |

### Clio Cup Renault rallyes
| Pos. | Piloto         | Puntos |
| ---- | -------------- | ------ |
| 1.   | Joan Vinyes    | 147    |
| 2.   | Francisco Cima | 103    |
| 3.   | Roberto Blach  | 14     |
| 4.   | Luis Aragonés  | 0      |

### Mitsubishi Evo Cup asfalto
| Pos. | Piloto             | Puntos |
| ---- | ------------------ | ------ |
| 1.   | Alberto Hevia      | 60     |
| 2.   | Carlos Márquez     | 40     |
| 3.   | Jordi Martí        | 38     |
| 4.   | Álvaro Muñiz       | 37     |
| 5.   | Jonathan Pérez     | 16     |
| 6.   | Juan Carlos Aguado | 14     |
| 7.   | Jordi Zurita       | 10     |
| 8.   | Dani Solá          | 10     |
| 9.   | Diego Cabanela     | 6      |
| 10.  | David Hernando     | 8      |

### Desafío Peugeot

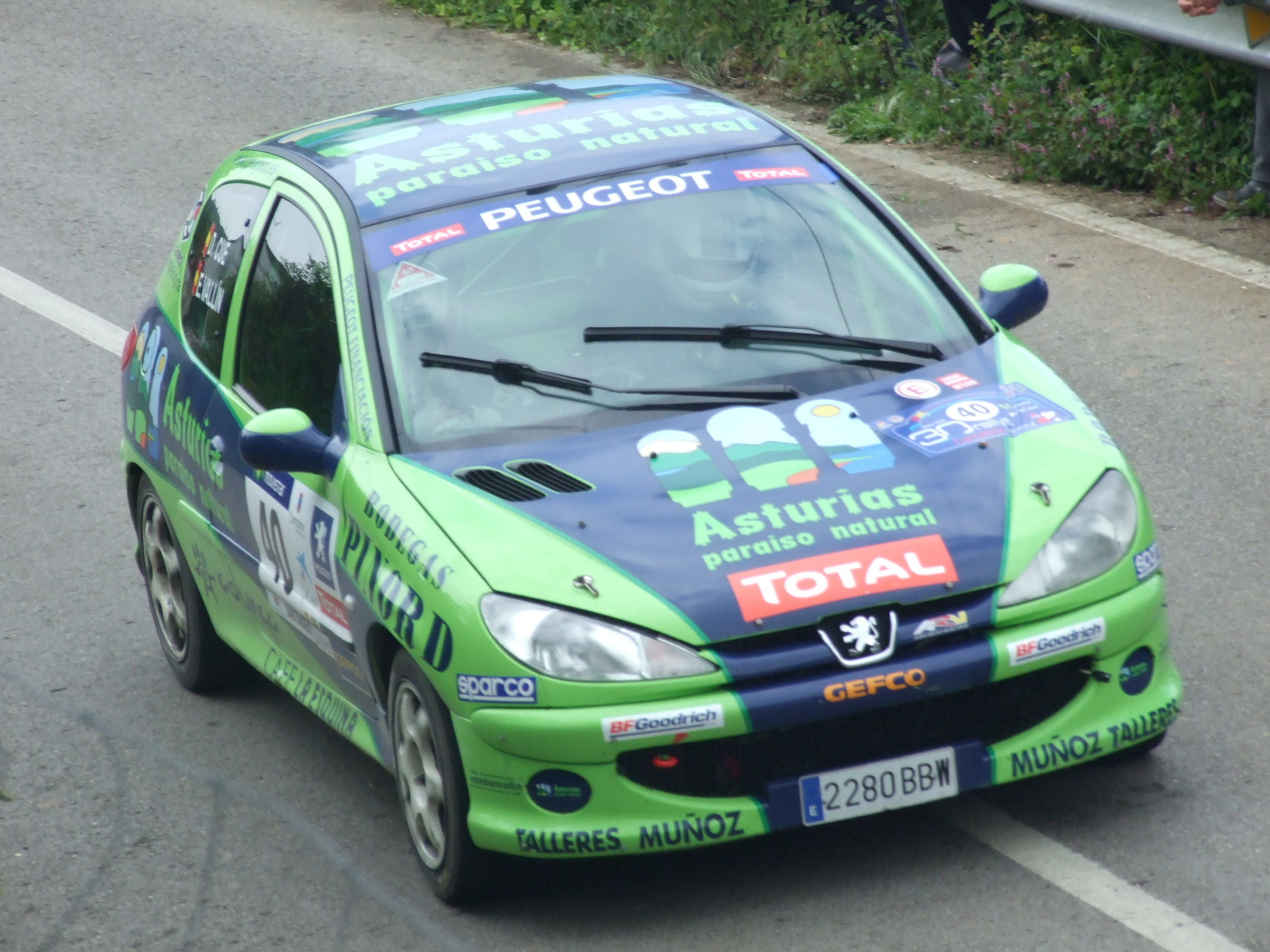
Esteban Vallín fue subcampeón del Desafío Peugeot. En la imagen durante el rally de Cantabria.

| Pos. | Piloto          | Puntos |
| ---- | --------------- | ------ |
| 1.   | Alberto Monarri | 141    |
| 2.   | Esteban Vallín  | 135    |
| 3.   | Víctor Senra    | 132    |
| 4.   | Miguel Arias    | 122    |
| 5.   | Climent Domingo | 117    |
| 6.   | Emilio Segura   | 111    |
| 7.   | Iván Ares       | 109    |
| 8.   | David Pérez     | 84     |
| 9.   | Raúl Quesada    | 71     |
| 10.  | Ángel Pérez     | 65     |

### Suzuki Swift
| Pos. | Piloto            | Puntos |
| ---- | ----------------- | ------ |
| 1.   | Gorka Antxustegui | 129    |
| 2.   | Marc Jiménez      | 127    |
| 3.   | Esteban Núñez     | 102    |
| 4.   | Aquilino Sánchez  | 96     |
| 5.   | Aitor Fernández   | 87     |
| 6.   | Ángel L. Romo     | 62     |
| 7.   | Jaume Barcelo     | 50     |
| 8.   | Víctor Pardeiro   | 48     |
| 9.   | Cristian Belsa    | 39     |
| 10.  | Benajamín Avella  | 35     |